# Deen Castronovo
Deen J. Castronovo (Westminster, California, 17 de agosto de 1965) es un baterista y cantante estadounidense, reconocido por haber sido miembro de varias bandas de heavy metal y hard rock, destacando entre ellas Cacophony, Journey, Bad English, Revolution Saints y The Dead Daisies. Asimismo, ha sido músico de estudio y de giras para Ozzy Osbourne, Steve Vai y Paul Rodgers, entre otros.

## Carrera
Castronovo ha participado en varias bandas, incluyendo Cacophony, Bad English, The Enemy, Wild Dogs, Dr. Mastermind, Hardline, Planet Us, Soul Sirkus, G/Z/R (proyecto liderado por Geezer Butler, exbajista de Black Sabbath), Ozzy Osbourne, Steve Vai y Paul Rodgers. También tocó en la canción "Smoke of the Revolution", del álbum en solitario de Neal Schon Late Nite.
Castronovo es también vocalista, cantando en estudio y en directo con Journey y haciendo las voces principales en un álbum de remixes del éxito de Journey "Don't Stop Believin'", lanzado en el año 2006.

## Vida personal
Castronovo fue detenido el 14 de junio de 2015, acusado por la policía de asalto en cuarto grado y de amenazas por agredir a una mujer. Como consecuencia, fue apartado inmediatamente de la actividad en directo con Journey. El 29 de julio de 2015, un jurado lo imputaba por delitos de violación, asalto, abuso sexual, uso ilegal de armas y quebrantamiento de los términos de la fianza. Castronovo terminó por reconocerse culpable de seis de los cargos mientras que otros nueve fueron descartados. La condena fue suspendida y quedó en cuatro años de libertad vigilada. Castronovo se ha recuperado de sus adicciones y ha manifestado estar sobrio desde entonces.

## Discografía

### ConCacophony
- Go Off! (1989)

### ConSocial Distortion
- White Light, White Heat, White Trash (1996)

### Con Wild Dogs
- Wild Dogs
- Man's Best Friend
- Reign of Terror

### ConMarty Friedman
- Dragon's Kiss (1988)

### Con Dr. Mastermind
- Dr. Mastermind

### ConJourney
- Arrival (2001)
- Generations (2005)
- Revelations (2007)
- Eclipse (2011)

### ConBad English
- Bad English (1989)
- Backlash (1991)

### Con Hardline
- Double Eclipse

### Con Soul Sirkus
- World Play

### ConOzzy Osbourne
- Ozzmosis (1995)

### ConPaul Rodgers
- The Hendrix Set

### ConG/Z/R
- Plastic Planet (1995)
- Black Science (1997)

### ConJames Murphy
- Convergence (1996)
- Feeding the Machine (1998)

### ConTony MacAlpine
- Maximum Security (1987)
- Premonition (1994)

### ConJoey Tafolla
- Infra-blue (1990)

### Revolution Saints
- Revolution Saints (2015)
- Light in the Dark (2017)
- Rise (2020)
- Eagle Flight (2023)
- Against the Wings (2024)

### Dead Daisies
- Burn it Down (2018)